# Helena Cambó
Helena Cambó i Mallol (Zúrich, 24 de septiembre de 1929-Barcelona, 22 de enero de 2021) fue una mecenas española. Presidenta de la Fundación Instituto Cambó y miembro de honor del patronato del Museo del Prado su actividad de mecenazgo cultural ha sido reconocida con numerosos nombramientos y condecoraciones.

## Biografía
Hija única de Francisco Cambó y Mercè Mallol, pasó su infancia en Barcelona y durante la guerra civil se exilió con su familia a Italia y Suiza; iniciada la II Guerra mundial se trasladaron primero a Nueva York y después a Buenos Aires. Realizó sus estudios entre Italia y la Suiza francesa y los finalizó en el Colegio del Sagrado Corazón de Buenos Aires donde completó el bachillerato superior, al tiempo que obtenía los diplomas superiores de la Alliance française y del Trinity College de Cambridge en lenguas francesa e inglesa.
En 1951 se casó en Buenos Aires con Ramón Guardans (1919-2007) y fueron padres de catorce hijos. Desde primeros de los años 50 impulsó, junto con su marido, el continuado patrocinio de las iniciativas culturales y de mecenazgo promovidas por su padre, como la consolidación de la entrega a Barcelona de las más de 50 pinturas del Renacimiento que constituyen el Legado Cambó, o la Fundación Bernat Metge para la traducción al catalán y edición bilingüe de clásicos grecolatinos (colección que a la muerte de Guardans había superado los 350 títulos) y la Fundación Bíblica Catalana. En 1999, promovió junto con su marido la Fundación Instituto Cambó con la finalidad de dar continuidad a muchas de esas iniciativas culturales; desde su fundación es la presidenta de honor.
Durante décadas ha desarrollado una dinámica participación en la entidad promotora de las obras de construcción del Templo Expiatorio de la Sagrada Familia. En 1996 ingresó como Académica de número protectora de la Real Academia Catalana de Bellas Artes de San Jorge, leyendo su discurso Marullus, l'home del retrat de Botticelli y desde 2012 fue miembro del Patronato de Honor del Museo del Prado y patrona del Museo Nacional de Arte de Cataluña.
En 1954 se le concedió el lazo de dama de la Orden de Isabel la Católica, en 1984 recibió, junto a Maria Macià, el premio Jaume I d'Actuació Cívica Catalana "a la dignidad y fidelidad con que ha llevado su insigne apellido", y en 2010 la Generalitat le otorgó la Creu de Sant Jordi. En 2014 la presidencia de la República Griega le otorgó la Cruz de la Orden del Fénix en reconocimiento al continuado esfuerzo en la difusión de la cultura helena a través de la Colección Bernat Metge.